# 团结彝族苗族乡
团结彝族苗族乡是中华人民共和国贵州省毕节市七星关区下辖的一个民族乡。

## 行政区划
团结彝族苗族乡下辖以下村级行政区划单位：
团结村、法都村、青杠村、草坝村、柱中村、安山村、海嘎村、新田村、新中村、青林村、银山村、青龙村和营坪村。